# Беласишка битка
Бела̀сишката битка, известна още като битката при Беласица, битката при Ключ или битката при Клидион (на гръцки: Μάχη του Κλειδίου), се състои на 29 юли 1014 г. в хода на българо-византийските войни от времето на цар Самуил. Тя е кулминация на двубоя между българския цар Самуил и византийския император Василий II Българоубиец, продължил десетилетия в края на Х и началото на XI век.
В началото на този двубой Самуил има превес, но от 1001 г. насетне, когато Византия се отърсва от вътрешните междуособици и от конфликта си с арабите, българите започват да губят надмощието си и са принудени да се борят за независимостта си. За да спрат вражеските нашествия, те изграждат широка укрепителна система, преграждаща планинските проходи и другите пътища към вътрешността на държавата. При поредния си поход през лятото на 1014 г. Василий II е спрян пред едно от тези укрепления – крепостта-дема, издигната от Самуил в Ключката клисура (на гръцки: Κλειδίον, Клидион) между планините Беласица и Огражден, край днешното село Ключ.
Българските войски отбиват многократните опити на византийците да превземат преградата с фронтално нападение, но на 29 юли са нападнати внезапно в гръб от отряда на Никифор Ксифий, който успява да обходи позициите им по планински пътеки. Битката завършва с тежко поражение на българите. Според свидетелствата на различни средновековни летописци броят на загиналите е значителен, а попадналите в плен са ослепени по заповед на Василий II, наречен по-късно „Българоубиец“. Цар Самуил избягва гибелта в самата битка, но умира два месеца по-късно – на 6 октомври 1014 г., след като получава сърдечен пристъп при вида на ослепените си бойци.
Макар и да не води непосредствено до края на Първата българска държава, Беласишката битка намалява съществено съпротивителните ѝ способности и предопределя до голяма степен изхода от борбата ѝ с Византия. Наследниците на Самуил не успяват да отразят византийския натиск и през 1018 г. България губи независимостта си.

## Предистория
Историята на конфликта, който води до Беласишката битка, може да бъде проследена назад във времето чак до края на VII век, когато Аспаруховите прабългари се установяват край долното течение на Дунав и започват да завоюват една по една балканските провинции на Източната Римска империя. Създадена върху територия, принадлежала на Византия, средновековната българска държава е принудена да утвърждава съществуването си в борба с византийците.
По-пряка връзка с битката през 1014 г. имат събития, случили се близо половин столетие преди нея. През 968 г. България е нападната от киевския княз Светослав I. По това време българската държава, която при цар Симеон I (893 – 927) е поставила Византия в крайна опасност, вече е загубила голяма част от мощта си. Нейните източни предели, където е и столицата Велики Преслав, се превръщат в бойно поле на византийци и руси, защото, макар че идва на Дунава като византийски наемник, Светослав скоро насочва оръжието си срещу Константинопол. Развръзката от тези събития идва, когато руският княз е победен от византийския император Йоан I Цимиски и е принуден да се оттегли от България, чиито източни области попадат под византийска власт през 971 г. Внукът на Симеон, Борис II (969 – 971), е отведен от Йоан I в Константинопол, където е принуден да се откаже публично от царската си титла.
С този акт Византия счита, че е сложила край на българската държава. Затова, когато пет години по-късно (непосредствено след смъртта на Цимисхий през януари 976 г.), в западните области на някогашното Преславско царство избухва въстание, в Константинопол възприемат водачите му, комитопулите Давид, Мойсей, Арон и Самуил, като „отстъпници“ и „метежници“ срещу законната власт на византийския император, които трябва да бъдат отново подчинени.
През 986 г. Василий II предприема първия си поход срещу българите. След безуспешна обсада на Средец императорът претърпява съкрушително поражение в битката при Траянови врата. Военните успехи на Самуил срещу византийците и гибелта на останалите комитопули водят до издигането му в едноличен управник (а от 997 г. – и владетел с царска титла) на държавата, чието средище е преместено в Преспа и Охрид.
- Карта на Европа и Византийската империя около 1000 г.[11]((en))

В първите години на XI век Византия започва нова офанзива, в резултат на която Самуил губи значителни територии, вкл. земите между Дунав и Стара планина (отвоювани от българите след битката при Траянови врата) и Тесалия. Опитът му за контранастъпление е пресечен през 1009 г. с поражението в битката при Крета. Макар че византийците не успяват да извлекат съществена полза от успехите си, непрестанната война изтощава силите на България. Илюстрация на това е пасажът от историческото съчинение на византийския хронист Йоан Скилица, който пише: „Императорът не преставал всяка година да навлиза в България и да опустошава и разорява всичко по пътя си. Самуил не можел да се противопостави на открито поле, нито да излезе на явно сражение срещу императора, а търпял отвсякъде поражения и започвал да губи силата си.“

## Начало на войната през 1014 г.
Цар Самуил се подготвя да даде отпор на византийците през 1014 г. Решението да поеме риска за открит сблъсък с мощната византийска армия е продиктувано от обстоятелството, че военните поражения водят не само до разорение на България, но отслабват авторитета на владетеля сред подчинените му местни велможи. Така през 1005 г. управниците на Драч – ключово пристанище, разположено на Адриатическо море – го предават на Василий II. Девет години по-късно, непосредствено преди решителния сблъсък с византийците, Самуил събира значителна войска. Според един от историческите извори, Продължителя на Георги Монах, тя възлиза на 360 000 души. Тези данни са несъмнено преувеличени, а реалната численост на българската войска е поне десет пъти по-малка, при условие че към редовните отряди са прибавени и местни опълчения от страната. За своя отбранителна база българският предводител избира Струмица – по това време силна крепост, разположена на пътен възел от Солун и Тракия към горното поречие на Вардар на север и Охрид на запад. Планинските проходи и просеките на юг и изток от нея са пресечени със система от землени валове и стени, които подсилват допълнително труднодостъпността на местния релеф и са подсигурени от стражи.
- Карта на Първото българско царство[23] (на английски език, държавните граници са от 900 г.)

Стратегическият замисъл на Самуил проличава в края на юни 1014 г., когато Василий II потегля срещу българите. От Мосинопол, Беломорска Тракия, императорът преминава през Сяр и повежда армията си през Рупелския пролом, а оттам – на запад по долината на река Струмешница, както Самуил е предвидил. В местността Куфалница недалеч от днешното село Ключ, където реката прави завой, а планините Беласица и Огражден се сближават, Василий се натъква на „много широка стена“ – едно от укрепленията, издигнати от българите. Опитът да превземе стената ходом завършва с несполука заради смелия отпор на защитниците.
Междувременно Самуил изпраща подчинения си военачалник Несторица със силна войска срещу Солун, главния византийски град на западните Балкани. Целта му е да отклони вниманието на Василий II и да го принуди да отстъпи от Ключката клисура. Начинанието обаче търпи пълен провал, защото недалеч от Солун армията на Несторица е сразена от силите на местния византийски управител Теофилакт Вотаниат. След победата си Вотаниат настъпва на север и се присъединява към войските на Василий II край Беласица.

## Решителната битка
По същото време византийските пристъпи срещу демата при Ключ не спират. Резултатът от тях е обезсърчителен за Василий II, докато един от пълководците му – стратегът на Филипопол Никифор Ксифий не открива обходен път. Ксифий успява да заобиколи българските позиции, без да бъде забелязан, и на 29 юли се явява внезапно с отряда си в тила им. Изненаданите защитници отстъпват. Василий II се възползва от благоприятния момент, за да настъпи и разруши стената.
- Карта на битката при Беласица (29.VII.1014) Архив на оригинала от 2008-07-24 в Wayback Machine.[32]

Според едно предположение, основано на несигурни данни, по време на тези събития цар Самуил е край Струмица. За да предотврати гибелта на стражата в Ключката клисура, той излиза с наличните си сили от крепостта и се сблъсква с победоносните византийци недалеч от мястото на пробива. В завързалата се битка българите търпят ново поражение. В резултат на пробива на стената при Ключ и последвалия неуспешен опит за запушването му падат убити мнозина българи, а още повече, по думите на Скилица, попадат в плен. Цар Самуил е спасен от същата участ, благодарение на храбростта на сина си Гаврил Радомир, който отблъсква напиращите врагове и отвежда баща си в безопасност в крепостта Прилеп оттатък река Вардар.

## Непосредствени и дългосрочни последици
Въпреки тежкото си поражение българите задържат крепостта Струмица в свои ръце. Василий II решава да се оттегли на своя територия. За да отвори пътя си към Солун, императорът изпраща солунския дук Теофилакт Вотаниат да разчисти преградите, поставени от Самуил южно от Струмица. Някъде там, вероятно в теснините между планините Беласица и Плавуш, български стражи, предвождани от Гаврил Радомир, нападат от засада и разгромяват Вотаниат, който пада убит. Този неуспех принуждава Василий II да промени плановете си и да отстъпи обратно по долината на Струмешница. След като успява да подчини без бой крепостта Мелник, той се оттегля обратно на изходния си пункт от началото на похода. За да отмъсти за Вотаниат и да прекърши българската съпротива, или за да накаже „бунтовниците“, за каквито счита българските войници, Василий II заповядва да бъдат ослепени пленниците и ги изпраща при Самуил, като на всеки сто оставя един едноок за водач.
Според легендите след битка при Беласица хилядите ослепени български войници намират убежище в селото Добърско. След поражението си те се отправят към Рилския манастир, но студена и тежка зима ги застига и те са принудени да останат. По време на престоя си установяват, че водата от аязмото в двора на църквата „Св. св. Теодор Тирон и Теодор Стратилат“ облекчава болката в очите им. Така се заселват и създават прочутата Добърска певческа школа.
Както показват гибелта на Вотаниат и фактът, че войната продължава още четири години, победата на византийците при Ключ далеч не е пълна. Някои съвременни историци поставят под сериозно съмнение тезата, че поражението на българите е толкова голямо, както е описано от византийските летописци Скилица и Кекавмен. Други учени подчертават, че ударът, претърпян два месеца след битката със смъртта на Самуил, е по-съдбоносен за българската държава. Българският цар умира в Преспа на 6 октомври 1014 г. вследствие от сърдечен пристъп, който получава, след като вижда какво е сполетяло пленените войници. Наследниците на Самуил, Гаврил Радомир и Иван Владислав, не съумяват да окажат отпор на Василий II, който със сила и дипломация успява да покори България през 1018 г.
Друга теза в историографията набляга върху значението на Беласишката битка. В резултат на поражението при Беласица българската войска понася невъзвратими загуби. По-този начин възможностите на централната власт да упражнява ефективен контрол върху периферните и вътрешните области на царството намаляват. Затова поведението на областните и местните управители става определящо за изхода от войната с Византия. Голяма част от тях се предават доброволно на Василий II. България остава под владичеството на Византия близо два века. С изключение на Калоян и Иван Асен II, владетелите на Второто българско царство, обособило се през 1185 – 1187 г., не успяват да включат трайно Македония в неговите предели.
Допринасяйки за падането на България под византийска власт, Беласишката битка се отразява и върху съдбата на сърбите и хърватите, които са принудени да признаят върховенството на византийския император след 1018 г. Византийската империя възстановява границите си от Дунава до Пелопонес и от Черно до Адриатическо море (вж. карта на Византийската империя през 1025 г.).